# 合川路駅
座標: 北緯31度10分7秒 東経121度22分46秒 / 北緯31.16861度 東経121.37944度
合川路駅（ごうせんろえき）は中華人民共和国上海市閔行区に位置する上海地下鉄9号線の駅である。

## 駅構造
- 島式ホーム1面2線を有する地下駅。

## 歴史
- 2007年12月29日 - 開業。

## 隣の駅
上海軌道交通
■9号線
星中路駅 - 合川路駅 -漕河涇開発区駅